# Direkte dieselindsprøjtning
Direkte dieselindsprøjtning blev introduceret i 1991 på Fiat Croma, men fik dog først sit gennembrud efter 1993, hvor den blev introduceret i Volkswagen Golf og Passat. 
Princippet er, at brændstoffet sprøjtes direkte ind i forbrændingskammeret i stedet for et forkammer eller hvirvelkammer.
Som oftest er systemet kombineret med en turbolader og en intercooler.

## De forskellige fabrikkers forkortelse for denne motortype
- TDI: Audi, Volkswagen, Seat, Škoda
- HDi: Citroën, Peugeot
- JTD: Fiat, Lancia, Alfa Romeo
- TDCi: Ford, Jaguar
- i-CDTI: Honda
- CRDi: Kia, Hyundai
- DITD: Mazda
- CDI: Mercedes-Benz
- CRD: Chrysler, Dodge
- dCi: Renault, Nissan
- CDTI: Opel
- TiD: Saab
- D-4D: Toyota